# Raztez
Raztez este o localitate din comuna Krško, Slovenia, cu o populație de 101 locuitori.